# جون اندو
جون اندو (انگلیسی: Jun Endo؛ زادهٔ ۲۴ مهٔ ۲۰۰۰) بازیکن فوتبال اهل ژاپن است که در تیم‌های ملی فوتبال زیر ۱۷ سال زنان ژاپن، زیر ۲۰ سال زنان ژاپن، و تیم ملی فوتبال زنان ژاپن بازی کرده‌است.